# Colavita-Bianchi
A Colavita-Bianchi (Código UCI: COL) é uma equipa ciclista feminino dos Estados Unidos de categoria amador a partir da temporada de 2018.

## História
Durante a temporada de 2016-2017 fez parte da categoria UCI Women's Team, máxima categoria feminina do ciclismo de estrada a nível mundial.

## Material ciclista
A equipa utiliza bicicletas Bianchi e componentes Shimano

## Classificações UCI
As classificações da equipa e do seu ciclista mais destacado são as seguintes:
| Temporada | Classificação por equipas | Melhor corredor | Posição |
| 2016      | 28.º                      | Kimberley Wells | 79.º    |
| 2017      | 40.º                      | Emma Grant      | 221.º   |

## Palmarés
Para anos anteriores veja-se: Palmarés da Colavita-Bianchi.

### Palmarés de 2018

#### UCI WorldTour de 2018
| Datas | Carreiras | Ganhadora |
|       |           |           |

#### Calendário UCI Feminino de 2018
| Datas | Carreiras | Ganhadora |
|       |           |           |

#### Campeonatos nacionais
| Datas | Carreiras | Ganhadora |
|       |           |           |

## Elencos
Para anos anteriores, veja-se Elencos da Colavita-Bianchi

### Elenco de 2017
| Integrantes da equipe 2017 | Integrantes da equipe 2017 | Integrantes da equipe 2017             | Integrantes da equipe 2017 |
| Ciclista                   | Data de nascimento         | Equipe anterior                        |                            |
| -------------------------- | -------------------------- | -------------------------------------- | -------------------------- |
| Whitney Allison            | 1 março 1988               |                                        |                            |
| Gillian Ellsay             | 26 março 1997              |                                        |                            |
| Astrid Gassner             | 30 outubro 1995            | Vitalogic Astrokalb Radunion Nö (2016) |                            |
| Emma Grant                 | 30 setembro 1991           | Tibco-To the Top (2014)                |                            |
| Kendelle Hodges            | 15 novembro 1991           |                                        |                            |
| Abigail Mickey             | 3 julho 1990               | UnitedHealthcare Women's Team (2016)   |                            |
| Jessica Mundy              | 20 setembro 1994           | Pure Energy Fearless Femme (2016)      |                            |
| Ellen Noble                | 3 dezembro 1995            |                                        |                            |
| Amber Pierce               | 27 março 1981              | Vitalogic Astrokalb Radunion Nö (2016) |                            |
|                            |                            |                                        |                            |
| Fonte: UCI                 |                            |                                        |                            |